# Thomas Beddoes
Pour les articles homonymes, voir Beddoes.
Thomas Beddoes (13 avril 1760 à Balcony House, Shifnal, dans le Shropshire – 24 décembre 1808) est un médecin expérimentateur et vulgarisateur scientifique anglais. Professeur de médecine, il s'associa à d'autres scientifiques pour promouvoir l'usage des gaz comprimés, et espérait notamment en tirer un traitement de la tuberculose.
Beddoes était aussi un ami de Coleridge et, selon E. S. Shaffer, il exerça sur ce poète une forte influence en lui faisant connaître la critique textuelle. Il eut pour fils le poète Thomas Lovell Beddoes. Le portrait que Samson Towgood Roch a fait de lui est exposé  à la National Portrait Gallery, à Londres.

## Biographie

### Formation académique
Beddoes effectua sa scolarité à Bridgnorth puis s'inscrivit à Pembroke College (Oxford) et enfin à la faculté de médecine de l'Université d'Édimbourg au début des années 1780. Là, il étudia la chimie sous la direction de Joseph Black et l'histoire naturelle avec John Walker. Puis il compléta sa formation en médecine à Londres avec John Sheldon (1752–1808). En 1784 il publia une traduction des Dissertazioni di fisica animale e vegetabile de Lazzaro Spallanzani , et en 1785, une traduction du « Traité des affinités » (Essays on Elective Attractions) de Torbern Olof Bergman, accompagné de notes originales. Il soutint sa thèse de médecine à Pembroke College (Université d'Oxford) en 1786.
Il fut aussi l’un des piliers de la Lunar Society qui réunissait des industriels, des inventeurs et des scientifiques. Parmi ceux qui assistaient plus ou moins régulièrement aux réunions figuraient, outre son professeur Joseph Black, Matthew Boulton, Erasmus Darwin, Samuel Galton Jr., James Keir, Joseph Priestley, Josiah Wedgwood, James Watt, John Whitehurst et William Withering.

### Traducteur et professeur d'université
Beddoes visita Paris à la fin des années 1780 : il y fit la connaissance de Lavoisier. Beddoes fut nommé professeur de chimie à l’université d'Oxford en 1788. Ses conférences attiraient un vaste public, mais ses sympathies pour la Révolution française l’avaient rendu suspect aux yeux des autorités de son université : on le renvoya en 1792. L’année suivante il publiait l’History of Isaac Jenkins, un récit qui décrit les ravages de l’alcool avec un tel réalisme qu’il aurait été tiré à plus de 40 000 exemplaires.
En 1794, il épousa Anna, la fille de son associé à la Pneumatic Institution de Bristol, Richard Lovell Edgeworth. Leur fils, le poète Thomas Lovell Beddoes, est né en 1803 à Bristol.

### Chef de clinique à Bristol: Hope Square

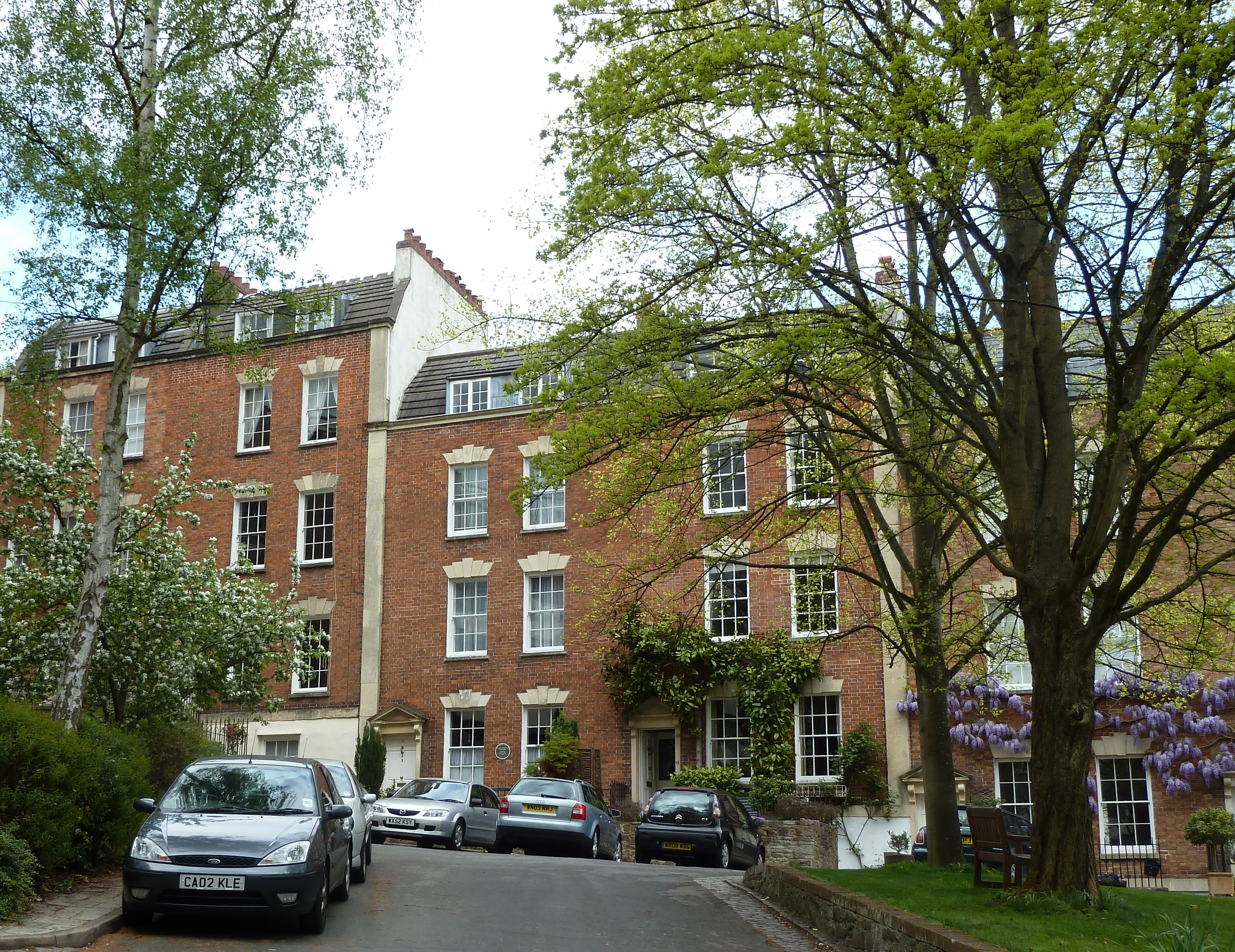
La première clinique de Bristol spécialisée dans le traitement de la tuberculose : Hope Square.

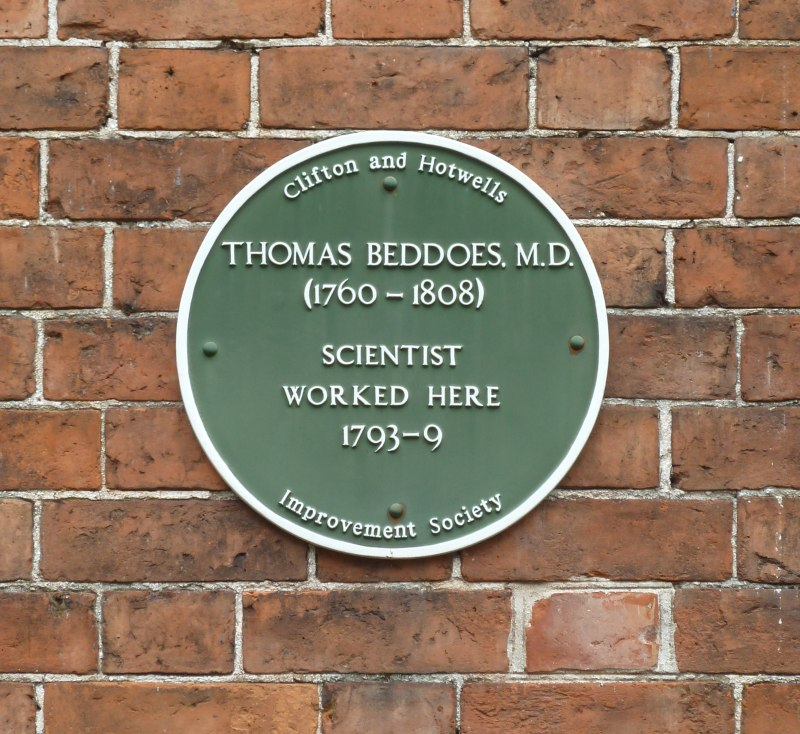
Plaque commémorative consacrée à Beddoes, dans Hope Square

Beddoes se consacra ensuite à la tuberculose : de 1793 à 1799, Beddoes dirigea une clinique spécialisée à Hope Square (faubourg de Hotwells, Bristol), où il soignait les patients atteints de tuberculose. Ayant observé que les bouchers étaient apparemment moins affectés par la tuberculose que le reste de la population, il élevait des vaches dans une étable attenante à la clinique et leur amenait ses patients pour qu'ils respirent un air propice. Cette pratique devint en ville la cible de plaisanteries et d'allusions selon lesquelles on laissait les ruminants dans les chambres des malades, en dépit des protestations du propriétaire.
Malgré l'intérêt qu'il portait à l'immunité des vaches vis-à-vis de plusieurs maladies, il observa un profond scepticisme envers l’inoculation et l'emploi de la vaccine par Edward Jenner dans le traitement de la petite vérole.
La politique occupait aussi ses loisirs : vers 1796, il rallia une assemblée de négociants de Bristol, qui avaient dessein d'élever des objections contre les lois et motions du Premier ministre, William Pitt le Jeune. 
Beddoes mourut, dit Le Barbier, d’une « hydropisie ».

### Doctrine: le courant pneumatique et laPneumatic Institution

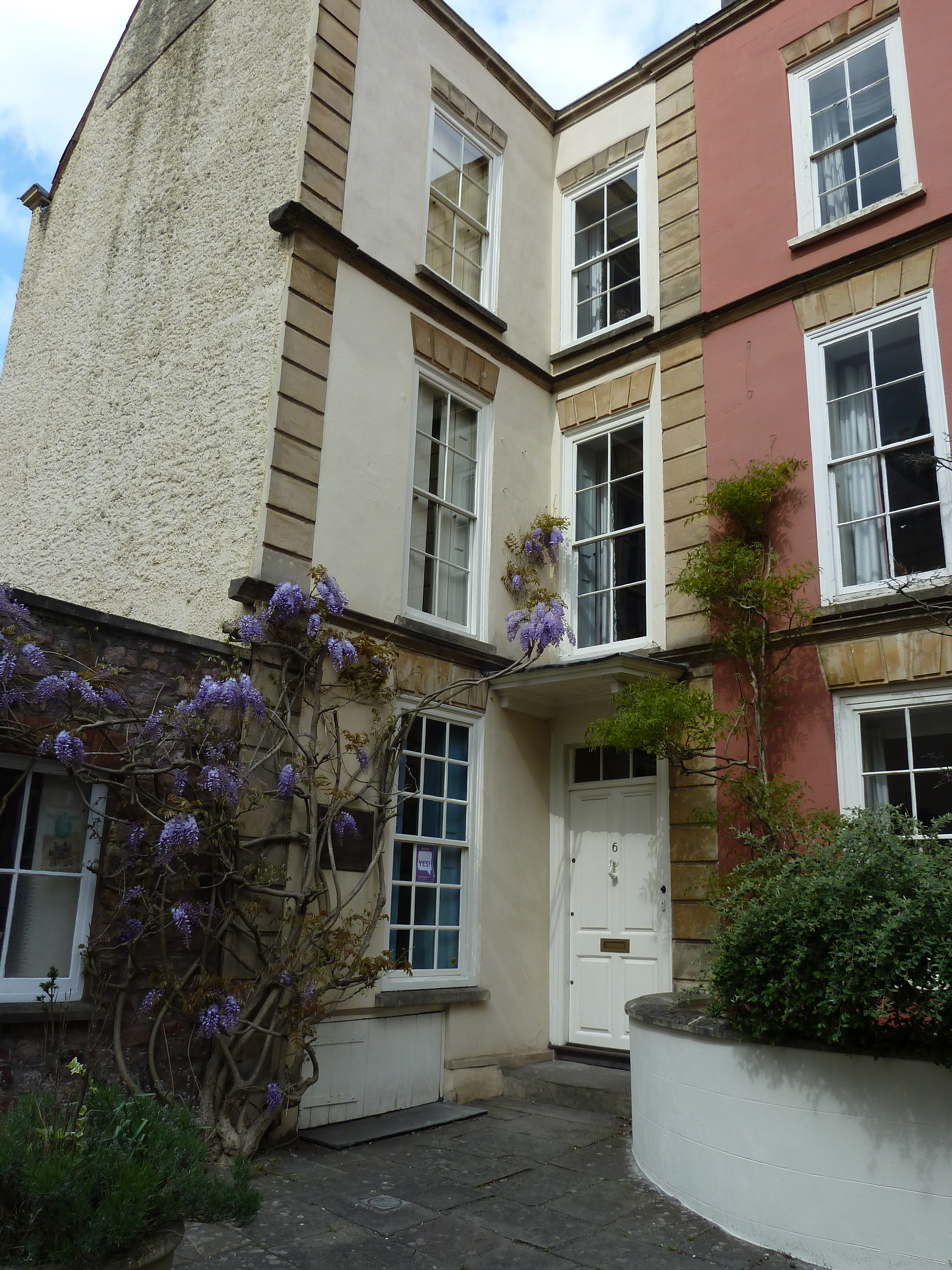
Les locaux de la Pneumatic Institution, au n°6 Dowry Square, avec à sa droite le n°7.

Alors qu'il résidait à Hotwells, il se mit à méditer un projet de clinique pour traiter la maladie par l'inhalation de différents gaz, qu'il appela « médecine pneumatique,. » Il fut aidé en cela par Richard Lovell Edgeworth. En 1799, avec l'appui de J. Watt, il inaugura un laboratoire spécialisé dans l'emploi des gaz aux faibles pressions : la Pneumatic Institution, à Dowry Square, dans Hotwells ; il y fit l'épreuve de l'inhalation de divers gaz pour le traitement de la tuberculose. Humphry Davy, qui se consacrait aux propriétés du protoxyde d'azote, fut le premier directeur de l'établissement. Mais l’objectif premier de cette institution changea graduellement : ce ne fut bientôt plus qu’un hôpital à vocation généraliste, que son fondateur avait entièrement délaissé l'année de sa mort.

« Beddoes était un homme de grandes capacités, doté de gros moyens, qu'il mit à la disposition de projets nobles et philanthropiques. Il s'efforça de promouvoir le bien-être en vulgarisant les connaissances médicales, tâche à laquelle son imagination vive et sa brillante éloquence le destinaient éminemment. »

— Hugh Chisholm, Encyclopædia Britannica (1911)

## Œuvres
Outre les écrits cités plus haut, Beddoes a également contribué aux titres qui suivent :
- traducteur en anglais des « Mémoires de Chymie » (Chemical Essays) de Carl Wilhelm Scheele (1786)
- An Account of some Appearances attending the Conversion of cast into malleable Iron.  In a Letter from Thomas Beddoes, M. D. to Sir Joseph Banks, Bart. P.R.S. (Phil. Trans. Royal Society, 1791)
- Observations on the Nature and Cure of Calculus, Sea Scurvy, Consumption, Catarrh, and Fever (1793)
- Observations on the nature of demonstrative evidence, with an explanation of certain difficulties occurring in the elements of geometry, and reflections on language (1793)
- Political Pamphlets (1795–1797)
- Contributions to Physical and Medical Knowledge, principally from the West of England (1799). Dans cet essai (p. 4), Beddoes est le premier à employer le terme de biologie dans son acception moderne[10].
- Essay on Consumption (1799)
- Essay on Fever (1807)
- Hygeia, or Essays Moral and Medical (1806)

Beddoes a préparé la 2e édition des Éléments de Médecine de John Brown (1795).